# Obsjtina Ichtiman
Obsjtina Ichtiman (bulgariska: Община Ихтиман) är en kommun i Bulgarien.   Den ligger i regionen Sofijska oblast, i den västra delen av landet, 50 km sydost om huvudstaden Sofia.
Obsjtina Ichtiman delas in i:
- Stambolovo
- Vakarel
- Verinsko
- Zjivkovo
- Tjernjovo

Följande samhällen finns i Obsjtina Ichtiman:
- Ichtiman

I omgivningarna runt Obsjtina Ichtiman växer i huvudsak blandskog. Runt Obsjtina Ichtiman är det ganska glesbefolkat, med 45 invånare per kvadratkilometer.